# Омелянівка (Онуфріївський район)
Омеля́нівка — колишнє село в Україні, розташовувалося в Онуфріївському районі Кіровоградської області. Виключене з облікових даних 20 листопада 2009 року.

## Географія
У селі бере початок річка Купійовата.